# Paul Bearer
Pour les articles homonymes, voir Moody.
Ne doit pas être confondu avec Bill Moody.
William Alvin « Bill » Moody (né le 10 avril 1954 à Mobile et mort le 5 mars 2013 dans cette même ville) est un manager de catch (lutte professionnelle) américain.
Il est principalement connu sous le nom de Paul Bearer, comme étant le manager de l'Undertaker et de Kane à la World Wrestling Federation/Entertainment durant les années 1990, puis moins fréquemment dans les années 2000, avec sa célèbre urne.
Avant d'être manager, Moody était catcheur dans les années 1970 et 1980, où il lutte notamment à la World Class Championship Wrestling, sous le nom de Percy Pringle III. Il a managé bon nombre de superstars.

## Carrière

### Débuts
Moody débute dans le monde du catch comme photographe aux abords du ring. Après avoir obtenu son diplôme universitaire, il s'engage dans l'U.S. Air Force où il sert durant quatre ans. Il lutte durant ses permissions dans diverses fédérations du golfe du Mexique.
En 1978, il débute en tant que manager sous le nom de Percy Pringle (ou parfois Percival Pringle III), dans des fédérations du sud-est des États-Unis. Cette même année, il se marie à sa femme Diana. Le couple a deux enfants, Michael, né en 1979, et Daniel, né en 1986. Immédiatement après la naissance de son fils aîné, il laisse de côté son investissement dans le monde de la lutte et obtient un diplôme universitaire en science mortuaire avec une spécialisation en tant que directeur funéraire et embaumeur. En 1984 après ses études, Michael Hayes le contacte et lui propose de venir à la Championship Wrestling from Florida pour être son manager ce qu'il accepte.

### World Wrestling Federation/Entertainment (1990-2002)
Pringle rejoint la WWF en décembre 1990, après que « Ravishing » Rick Rude a parlé de lui à Vince McMahon. Le président de la WWF s'est servi de l'investissement de Pringle dans le monde funéraire pour créer le personnage de Paul Bearer, le manager de l'Undertaker, qui débutait alors.
Paul Bearer fait sa première apparition en janvier 1991 et tient ce rôle durant les 13 années suivantes. Autant dans un rôle de « heel » que « face », il a servi comme ami, mentor et gardien de la célèbre urne d'où Undertaker tirait sa force. Paul Bearer était également l'hôte du segment « The Funeral Parlor » dont on retiendra des segments tels que l'Ultimate Warrior enfermé dans un cercueil. Paul Bearer redevient heel en trahissant son poulain, s'alliant avec son ennemi Mankind. Dans le même temps, il se rallie à l'Executioner et Vader pour vaincre l'Undertaker. Un peu plus tard, Paul Bearer introduit dans la WWF le demi-frère du Deadman, Kane, ce qui donna lieu à une des plus célèbres rivalités de l'histoire de la compagnie. Paul Bearer change de look. Ses cheveux passent du noir au brun et il met moins de maquillage afin de paraître moins pâle. Vers la fin de l'année 1998, Paul et Undertaker reviennent ensemble en tant que heels, et créent le Ministry of Darkness. À la suite d'une blessure, il s'éloigne de la WWF en septembre 1999. Il revient au début de l'année 2000, agissant comme un babyface, accompagnant Kane, puis se retire à nouveau après WrestleMania 2000, le seizième WrestleMania. Plus tard dans l'année 2000, Paul revient en arrière-scène, agissant comme un road agent et recruteur de nouveaux talents. Son contrat prend fin avec la compagnie en octobre 2002.

### Total Nonstop Action Wrestling (2002-2003)
Après l'expiration de son contrat avec la WWE, Moody passe une année à travailler avec la Total Nonstop Action Wrestling sous le nom de Percy Pringle III.

### Retour à la World Wrestling Entertainment (2004-2012)
Paul Bearer fait son retour à la WWE en 2004 lors de WrestleMania XX, accompagnant l'Undertaker durant son match contre Kane. Il restera à nouveau son manager pendant quelques mois jusqu'au Great American Bash. L'angle du show a suscité beaucoup de réactions de la part des fans : un cascadeur qui avait remplacé Paul pour cause de maladie pendant son absence se fit enfermer dans une cage en verre, dans laquelle l'Undertaker versa du ciment. Cet angle a été créé pour permettre à William Moody de subir une autre opération chirurgicale pour effacer les effets secondaires de sa première opération (il avait des caillots dans l'estomac, cet effet secondaire est fréquent après des opérations de cet organe). Le cascadeur fut cependant évacué sur une civière.
Paul Bearer effectue un nouveau retour à la WWE, le 24 septembre 2010 à SmackDown, sortant d'un cercueil. Il devient à nouveau le manager de l'Undertaker, qui était en rivalité avec Kane, jusqu'à Hell in a Cell, lorsque Paul Bearer trahit l'Undertaker pour s'allier à Kane, devenant à nouveau manager à son tour. Après sa rivalité avec l'Undertaker terminé à Bragging Rights (sur une victoire de Kane sur l'Undertaker dans un Buried Alive match), Kane entame une autre rivalité avec Edge. Lors du SmackDown du 12 novembre, Edge enlève Paul Bearer et le ligote dans un fauteuil roulant. Edge s'amuse avec Kane en le faisant courir après Paul Bearer, semaine après semaine. Lors du WWE SmackDown du 12 décembre, Kane fait tomber Paul Bearer du haut d'un échafaudage en croyant que c'était un faux mais remarque après qu'il s'agissait du vrai Paul Bearer. Cette scène a été mise en place pour écarter Paul Bearer des caméras.
Le 23 avril 2012 à RAW, Paul Bearer fait une brève apparition. Il est enlevé par Randy Orton, qui était alors en rivalité avec Kane. Bearer est enfermé dans une chambre froide et ligoté dans un fauteuil roulant par Orton. Plus tard dans la soirée, Kane sort Paul Bearer de la chambre froide, et lui dit qu'il est venu le sauver de lui-même, avant de le pousser et de le renfermer dans la chambre froide. Ce sera la dernière apparition de Paul Bearer à la WWE.

### Mort et hommages
William Alvin Moody meurt le 5 mars 2013. Quelques jours avant sa mort, il avait été diagnostiqué avec un caillot sanguin ayant entraîné des difficultés respiratoires. TMZ rapporte plus précisément qu’il s’agit d’une crise cardiaque due à une tachycardie supraventriculaire, ce qui est un rythme cardiaque trop élevé .[réf. nécessaire] La WWE lui a rendu hommage lors du RAW du 11 mars 2013. Il fut introduit au WWE Hall of Fame la semaine précédant WrestleMania XXX par Kane.

## Vie privée
William Moody se marie avec Dianna, en décembre 1978, avec qui il aura deux fils : Michael et Daniel. Daniel devient catcheur, et lutte sur le circuit indépendant sous le nom de DJ Pringle. Sa femme Dianna meurt le 31 janvier 2009, en raison de complications dues à un cancer du sein et de chimiothérapie.[réf. nécessaire]

## Palmarès

### Récompenses de magazines
- Pro Wrestling Illustrated
  - Manager de l'année en 1998